# Museo Nacional del Títere
El Museo Nacional del Títere se encuentra ubicado en la ciudad de Huamantla, en el estado mexicano de Tlaxcala. Único en su tipo en todo México, está instalado en una casona antigua del centro histórico del pueblo mágico de Huamantla. Fue fundado el 9 de agosto de 1991 por iniciativa de la entonces gobernadora del estado de Tlaxcala Beatriz Paredes Rangel y de los descendientes de la compañía Rosete Aranda; actualmente el Gobierno del Estado de Tlaxcala tiene un proyecto con la Universidad Nacional Autónoma de México para su remodelación a fin de ser convertido en uno de los mejores museos de su tipo a nivel mundial.

## Colección

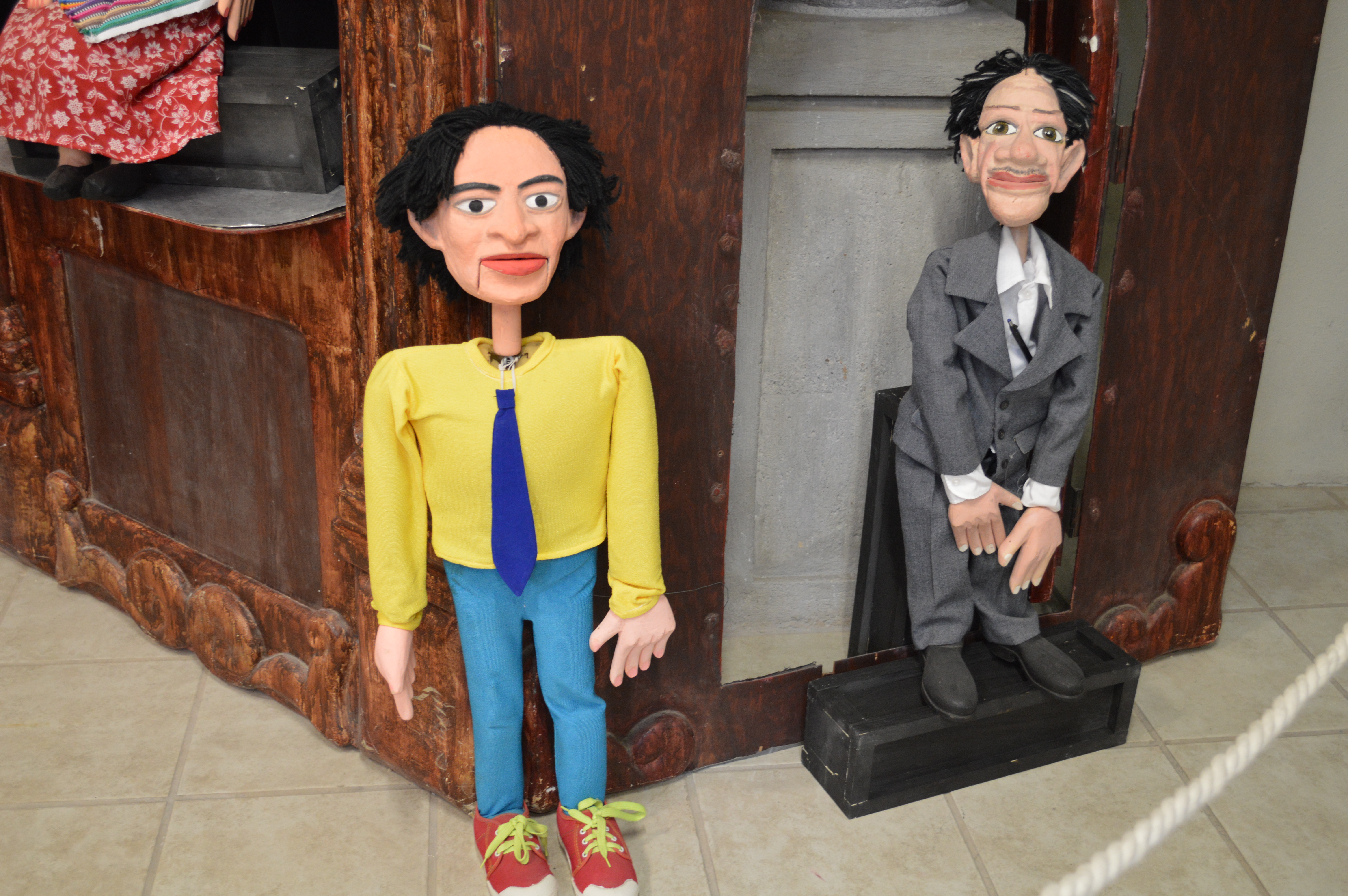
Algunas de las obras exhibidas

La colección que se exhibe en el museo está formada principalmente por títeres y muñecos que fueron elaborados por los hermanos Rosete Aranda quienes tuvieron una exitosa compañía de títeres que dio giras por toda Latinoamérica y España en el siglo XIX. De igual manera destacan colecciones de la época de oro del guiñol en México y de la época precolombina procedentes de Asia y Europa, se exhiben títeres provenientes de otras partes del mundo como Alemania, Francia, Italia, Indonesia y Pakistán entre otros países. 
Actualmente se exhiben 450 títeres y existen 180 más en acervo, las piezas muestran prácticamente todas las técnicas de manipulación que existen como son hilo, guante, guiñol y varilla.